# Кере, Дьебедо Фрэнсис
Дьебедо Фрэнсис Кере (род. 10 апреля 1965, Gando, Восточно-Центральная область) — немецкий архитектор африканского происхождения, основатель архитектурного бюро Kéré Architecture, первый архитектор африканского происхождения — обладатель Притцкеровской премии (2022). В 2022 году был включен журналом Time в список 100 самых влиятельных людей мира.

## Награды и признание
- премия Ага-хана в области архитектуры[англ.] (2004)[7]
- премия Маркуса для молодых архитекторов (2011)[8]
- премия Принца Клауса (2017)[9]
- Притцкеровская премия (2022)
- Time 100 (2022)
- Crystal Award (2024) (совместно с Мишель Йео и Найлом Роджерсом)[10]